# إبراهيم كوسي
إبراهيم كوسي (بالفنلندية: Ibrahim Köse)‏ (4 مارس 1992 بلاهتي في فنلندا - ) هو لاعب كرة قدم فنلندي في مركز الوسط. شارك مع منتخب فنلندا تحت 19 سنة لكرة القدم. أما مع النوادي، فقد لعب مع نادي لاهتي وFC Hämeenlinna ‏ ونادي إلفيس.

## وصلات خارجية
- إبراهيم كوسي على موقع قاعدة بيانات كرة القدم.إي يو (الإنجليزية)